# Универзитет за монструме
Универзитет за монструме (енгл. Monsters University) је амерички 3D компјутерски-анимирани филм студија Пиксар из 2013. године. Представља преднаставак филма Чудовишта из ормара и уједно је први преднаставак у историји Пиксара. Радња прати главне ликове из првог дела филма, чудовишта Салија и Мајка, током прве године студија на престижном Универзитету за монструме. Иако је убрзо након упознавања међу њима дошло до великог ривалства, сплет околности их тера да сарађују и временом постају најбољи пријатељи. Неколико глумаца из филма Чудовишта из ормара овде поново позајмљују гласове, укључујући Џона Гудмана и Билија Кристала којима су још једном поверене улоге Џејмса П. Саливана и Мајка Вазовског.
Филм је премијерно приказан 5. јуна 2013. у Лондону, док је у америчким биоскопима реализован 21. јуна исте године. Филм је наишао на позитиван пријем код критичара, а са зарадом од преко 743 милиона долара је успео да премаши први део и био је седми на листи најпрофитабилнијих филмова 2013.

## Радња
Мајк Вазовски и Џејмс П. Саливан су нераздвојни, али није увек било тако. Отпутујте кроз време и погледајте их кад су били само два млада студента на универзитету за монструме и кад се нису подносили. Дизни-Пиксар поносно представља урнебесну причу о томе како су се два неспојива чудовишта упознала и постала доживотни пријатељи у филму препуном смеха и љубави. Будући студент, Мајк Вазовски, је од малих ногу сањао да постане Застрашивач – а он зна, боље од икога, да најбољи Застрашивачи иду на Универзитет за монструме. Али, током првог семестра на универзитету, Мајкови планови падају у воду кад упозна велику фацу, Џејма П. Саливана, „Салија”, најталентованијег Застрашивача. Због неконтролисане компетитивности, обојица бивају избачени из Универзитетског програма за елитне Застрашиваче. Будући да су им снови привремено уништени, они схватају да ће морати да сарађују међусобно, али и са гомилом чудних и неприлагођених чудовишта, уколико желе да се врате на прави пут.

## Улоге
| Глумац        | Улога                       |
| ------------- | --------------------------- |
| Џон Гудман    | Џејмс П. „Сали” Саливан     |
| Били Кристал  | Мајкл „Мајк” Вазовски       |
| Стив Бусеми   | Рендал Богс                 |
| Хелен Мирен   | деканица Абигејл Хардскрабл |
| Питер Соун    | Скот „Сквиши” Сквибелс      |
| Џоел Мари     | Дон Карлтон                 |
| Шон Хејз      | Тери Пери                   |
| Дејв Фоли     | Тери Пери                   |
| Чарли Деј     | Арт                         |
| Алфред Молина | професор Дерек Најт         |
| Тајлер Лабин  | Брок Пирсон                 |
| Нејтан Филион | Џони Џ. Вортингтон Трећи    |
| Обри Плаза    | Клер Вилер                  |